# Grand Theft Auto: London, 1961
Grand Theft Auto: London, 1961 is een uitbreiding voor het spel Grand Theft Auto: London 1969.
Het werd uitgebracht in 1999 door Rockstar Games. Opmerkelijk is dat het gratis te downloaden is en dat ook de eerste uitbreiding, Grand Theft Auto: London, 1969, nodig is om het te kunnen spelen. Een uitbreiding van een uitbreiding dus.

## Personages
- Harold Cartwright = Harold Cartwright is de eerste crimineel in het spel.
- Jack Parkinson = Jack Parkinson is een lid van de Crisps Twins.
- Albert Crips = Albert Crips is een van de twee Crips Twins. Hij voert het woord voor beiden, aangezien zijn broer Archie nooit een woord zegt.
- Archie Crips = Archie Crips is een van de twee Crips Twins hij laat zijn broer Albert het woord voor hem doen, en heeft zo lang als zijn verwanten zich kunnen herinneren geen woord gezegd.
- Terry Dorkins = Terry Dorkins is een handlanger van de Crisps Twins. Dorkins geeft je enkele missies namens de Crisps Twins.